# Eduardo Oviedo
Eduardo Enrique Oviedo Lascala (nacido el 2 de agosto de 1954 en Buenos Aires, Argentina) es un exfutbolista argentino. Jugaba de delantero y su primer club fue Boca Juniors. Ahora es entrenador asistente del Villa de Santa Brígida

## Carrera
Comenzó su carrera en 1976 jugando para Boca Juniors. Jugó para el equipo xeneize hasta 1977. Ese año se va a España para formar parte de las filas del Real Zaragoza. Jugó para el club hasta 1978. Ese año se traslada al Terrassa FC. Juega para el club hasta 1979.  En 1980 regresa a la Argentina, cuando se traslada a Platense. Juega en el equipo hasta 1982. Ese año regresa a España para trasladarse al Real Valladolid, en donde se retira en 1984.
En la actualidad entrena en el Villa de Santa Brígida, Gran Canaria, Canarias.

## Clubes
| Club                      | País      | Año       |
| ------------------------- | --------- | --------- |
| C. A. Boca Juniors        | Argentina | 1976-1977 |
| Real Zaragoza             | España    | 1977-1978 |
| Terrassa F. C.            | España    | 1978-1979 |
| C. A. Platense            | Argentina | 1980-1982 |
| Real Valladolid Deportivo | España    | 1982-1984 |

## Palmarés

### Campeonatos nacionales
| Título           | Club                      | País                | Año     |
| ---------------- | ------------------------- | ------------------- | ------- |
| Segunda División | Real Zaragoza             | España              | 1977-78 |
| Copa de la Liga  | Real Valladolid Deportivo | Madrid y Valladolid | 1984    |